# Jonathan Motzfeldt
Jonathan Motzfeldt (ur. 25 września 1938 w Qassimiut, zm. 28 października 2010 w Nuuk) – grenlandzki polityk, premier Grenlandii w latach 1979–1991 oraz 1997–2002. Członek partii Siumut (Naprzód). Duchowny kościoła luterańskiego.

## Życiorys
Jonathan Motzfeldt urodził się 25 września 1938 roku w Qassimiut na Grenlandii. W roku 1966 ukończył studium teologiczne na Uniwersytecie Kopenhaskim. Od roku 1992 był w związku małżeńskim z Kristjaną Guðrún Guðmundsdóttir. Zmarł 28 października 2010 roku w Nuuk. Miał 72 lata. Przyczyną śmierci był wylew krwi do mózgu. Według innych źródeł powodem śmierci była choroba nowotworowa.

## Działalność polityczna
W połowie lat 50. wraz z grupą inuickich aktywistów dążył do zwiększenia niezależności Grenlandii od władz w Kopenhadze. W roku 1979 został pierwszym szefem autonomicznego rządu wyspy i pełnił tę funkcję do roku 1991, gdy musiał ustąpić ze stanowiska z powodu problemów alkoholowych. Ponownie został wybrany na tę funkcję w roku 1997 i sprawował urząd do roku 2002, kiedy został oskarżony o nadużycia finansowe.
Za jego rządów w roku 1985 Grenlandia wystąpiła z Europejskiej Wspólnoty Gospodarczej (EWG). Jako minister sprzeciwiał się utrzymywaniu czterech amerykańskich baz wojskowych na terytorium Grenlandii, które powstały na podstawie umowy z 1951 roku pomiędzy Danią i Stanami Zjednoczonymi. Trzy z nich zostały zamknięte. Pozostała jedynie baza lotnicza Thule w pobliżu Qaanaaq.